# شيريل ويلر
شيريل ويلر (بالإنجليزية: Cheryl Wheeler)‏ هي مغنية مؤلفة ومغنية أمريكية، ولدت في 10 يوليو 1951.

## وصلات خارجية
- شيريل ويلر على موقع ميوزك برينز (الإنجليزية)
- شيريل ويلر على موقع أول ميوزيك (الإنجليزية)
- شيريل ويلر على موقع ديسكوغز (الإنجليزية)